# Climax (Geòrgia)
Climax és una població dels Estats Units a l'estat de Geòrgia. Segons el cens del 2000 tenia 297 habitants.

## Demografia
Segons el cens del 2000, Climax tenia 297 habitants, 116 habitatges, i 78 famílies. La densitat de població era de 145,2 habitants per km².
Dels 116 habitatges en un 31% hi vivien nens de menys de 18 anys, en un 50% hi vivien parelles casades, en un 13,8% dones solteres, i en un 31,9% no eren unitats familiars. En el 31% dels habitatges hi vivien persones soles el 18,1% de les quals corresponia a persones de 65 anys o més que vivien soles. El nombre mitjà de persones vivint en cada habitatge era de 2,56 i el nombre mitjà de persones que vivien en cada família era de 3,27.
Per edats la població es repartia de la següent manera: un 30% tenia menys de 18 anys, un 8,4% entre 18 i 24, un 22,6% entre 25 i 44, un 21,9% de 45 a 60 i un 17,2% 65 anys o més.
L'edat mediana era de 35 anys. Per cada 100 dones de 18 o més anys hi havia 80,9 homes.
La renda mediana per habitatge era de 26.250 $ i la renda mediana per família de 33.250 $. Els homes tenien una renda mediana de 30.000 $ mentre que les dones 17.083 $. La renda per capita de la població era d'11.666 $. Entorn del 9,6% de les famílies i el 9,8% de la població estaven per davall del llindar de pobresa.

## Poblacions més properes
El següent diagrama mostra les poblacions més properes.